# Coelioxys grindeliae
Coelioxys grindeliae är en biart som beskrevs av Cockerell 1900. Coelioxys grindeliae ingår i släktet kägelbin, och familjen buksamlarbin. Inga underarter finns listade i Catalogue of Life.